# Paolo Soleri
Paolo Soleri (Turín, Italia, 21 de junio de 1919-Scottsdale, Arizona, 9 de abril de 2013) fue un arquitecto italiano. 
Después de recibir un doctorado por parte de la Universidad Politécnica de Turín, trabajó para Frank Lloyd Wright en Arizona y Wisconsin (1947–1949), donde recibió sus primeros reconocimientos internacionales por el diseño del puente The Beast. 
Volvió a Italia en 1950 para encargarse de la construcción de una gran fábrica de cerámica en Vietri. En 1959 comenzó a diseñar un plan para una serie de centros urbanos compactos que se extenderían verticalmente en un mismo espacio en lugar de horizontalmente a lo largo del piso. Estas megaestructuras fueron concebidas para ahorrar energía y recursos (parcialmente mediante la dependencia de energía solar y la eliminación del uso de automóvil dentro de la ciudad), preservar el entorno natural y condensar las actividades humanas en el interior de ámbitos totalmente unificados.
Acuñó el término de arcología (de "arquitectura" y "ecología") para describir sus edificaciones utópicas, las cuales delineó en planos de gran belleza e imaginación. En 1970 inició la construcción de una ciudad prototipo llamada Arcosanti, para una población de 5000 habitantes, proyectada para estar ubicada entre Phoenix y Flagstaff. Hasta la fecha, dicho trabajo sigue desarrollándose por estudiantes y voluntarios.